# Lista över sporter och idrotter
Detta är en lista över olika sporter och idrotter.

## A
- Aerobic gymnasti
- Aerobics
- Agility
- Aikido
- Air hockey
- Akrobatik
- Alpin skidsport
- Amerikansk fotboll
- Airsoft
- Armbrytning
- Artistisk gymnastik
- Aquabike
- Australisk fotboll

## B
- Backe (bilsport)
- Backhoppning
- Badminton
  - Speed Badminton
- Balett
- Bangolf
- Bandy
- Baseboll
- Basket
  - 3x3
- Beachhandboll
- Strandfotboll
- Beachvattenpolo
- Beachvolleyboll
- Big Mountain Freeride
- Biljard
- Bilsport
- Blindfotboll
- Blixtboll
- Bob
- Boboll
- Bodybuilding
- Bordshockey
- Bordtennis
- Boule
- Bowling
- Bowls
- Boxning
- Brasiliansk jiu-jitsu
- Breakdance
- Bridge
- Brottning
- Brännboll
- Budo
- Bågskytte
- Bouldering
- Bergsklättring

## C
- Casting
- Capoeira
- Capoeira angola
- Cheerleading
- Civil flygfemkamp
- COSOM floorhockey
- Curling
- Cricket
- Crosscart
- Crossfit
- Cykelsport
- Calisthenics
- cirkus

## D
- Danssport
- Dart
- Discgolf
- Downhill
- Draghundssport
- Dragkamp
- Dragracing
- Drill
- Drönarracing
- Dressyr

## E
- Elhockey
- Enduro
- Enhjulingshockey
- E-sport
- Extremsport

## F
- Fallskärmshoppning
- Fiske
- Fistboll
- Flaggfotboll
- Floorhockey
- Flygsport
- Folkrace
- Footgolf
- Formel 1
- Forspaddling
- Fotboll
- Framefotboll

- Free running
- Freestyle
- Fridykning
- Friidrott
- Frisbee
- Frisksport
- Frågesport
- Fäktning

## G
- Galoppsport
- Gaelisk fotboll
- Goalball
- Golf
- Gymnastik
- Gång

## H
- Handboll
  - Beachhandboll
  - Utomhushandboll
- Handigolf
- Handikappidrott
- Hastighetsåkning på skridskor
- Highland Games
- Hillclimbing
- Hinderbana
- Hindersim
- Hockey
  - Bandy
  - Bordshockey
  - Enhjulingshockey
  - Floorhockey
  - Hockey-bockey
  - Indoorhockey
  - Inlinehockey
  - Innebandy
  - Ishockey
  - Kälkhockey
  - Lacrosse
  - Ringette
  - Rinkbandy
  - Rinkboll
  - Rullskridskohockey
  - Streethockey
  - Undervattenshockey
  - Undervattensishockey
- Hockey-Bockey
- Hopprep
- Hundsport
- Hurling
- Hängflygning
- Hästpolo
- Höjdhoppning
- Hästhoppning

## I
- Indoorhockey
- Inlinehockey
- Innebandy
- IPSC (skytte)
- Isdans
- Ishockey
- Isracing
- Issegling
- Isstock

## J
- Jai alai
- Jetski
- Judo
- Jujutsu

## K
- Kampsport / Budo
  - Karate
  - Karate kyokushin
  - Kendo
  - Taekwondo
- Kanadensisk fotboll
- Kanotsport
  - Freestyle forspaddling
  - Kajakkross
  - Kanot
  - Kanotpolo
  - Kanotsegling
  - Kanotslalom
  - Kanot short track marathon
- Karate
  - Karate kyokushin
- Karting
- Kempo
- Kendo
- Kick-boxning
- Kidsvolley
- Kiiking
- Kitesegling
- Klättring
- Konstsim
- Konståkning
  - Isdans
  - Paråkning
  - Synkroniserad konståkning
- Korfball
- Korgboll
- Krav maga
- Kroppsbyggande
- Kronum
- Kustrodd
- Kyrkbåtsrodd
- Kälkhockey
- kalkera

## L
- Lacrosse
- Landhockey
- Le Parkour
- Längdåkning
- löpning

## M
- Maraton
- Militär femkamp
- Minibasket
- Minigolf (se även: Bangolf)
- Mixed martial arts / MMA
- Motocross
- Motorsport
- Mountainbike
- Mountainbikeorientering
- Multisport

## N
- Netball
- Nordisk kombination

## O
- Orientering
  - Mountainbikeorientering
  - Skidorientering
  - Precisionsorientering

## P
- Padeltennis
- Paintball
- Paradressyr
- (Le) Parkour
  - Paråkning
- Pelota
  - Baskisk pelota
  - Jai alai
  - Valecisk pelota
- Pickleball
- Poledance
- Precisionsflyg
- Pärk

## R
- Radiostyrd bilsport
- Rallycross
- Ridsport
- Ringette
- Rinkbandy
- Rinkboll
- Roadracing
- Rodd
  - Kustrodd
  - Kyrkbåtsrodd
  - Tiohuggarrodd
- Rodel
- Roller Derby
- Roundnet
- Rugby
- Rullskidor
- Rullskidskytte
- Rullskridskohockey
- Rullstolstennis
- Rytmisk gymnastik

## S
- Schack
- Schackboxning
- Segling
- Sepak takraw
- Shinty
- Shorinjikempo
- Short track speed skating
- Simhopp
- Simning
- Sjumannarugby
- Skateboard
  - Skateboard ramp
  - Skateboardslalom
- Skaterhockey
- Skeleton
- Skidsport
  - Alpin skidsport
  - Backhoppning
  - Freestyle
  - Längdåkning
  - Nordisk kombination
  - Rullskidor
  - Rullskidskytte
  - Skicross
  - Skidorientering
  - Skidskytte
  - Snowboard
  - Speedski
  - Telemark
- Skidskytte
- Skicross
- Skidorientering
- Skridsko, speed skating
- Skytte
- Slamball
- Snowboard
- Speedski
- Softboll
- Speed Badminton
- Speedcubing
- Speedway
- Sportdykning
- Sportfiske
- Sportskytte
- Springskytte
- Squash
- Stand up-paddling (SUP)
- Strandfotboll
- Streetbasket
- Streethockey
- Styrkelyft
  - Bänkpress
  - Knäböj
  - Marklyft
- Sumobrottning
- SUP
- Surfski
- Swimrun
- Synkroniserad konståkning

## T
- Taekwondo
- Taido
- Teamåkning
- Tennis
- Tiohuggarrodd
- Tjurfäktning
- Traktorpulling
- Travsport
- Triathlon
- Tyngdlyftning
- Trampolin
- Trial
- Tricking

## U
- Undervattensrugby
- Undervattenshockey
- Utomhushandboll

## V
- Varpa
- Vattenpolo
- Vattenskidor
- Vindsurfing
- Volleyboll
  - Beachvolleyboll
  - Kidsvolley
- Voltige

## W
- Wakeboard